# Complexe de l'Institut Pasteur de Novi Sad
Le complexe de l'Institut Pasteur de Novi Sad (en serbe cyrillique : Комплекс Пастеровог завода, Нови Сад ; en serbe latin : Kompleks Pasterovog zavoda, Novi Sad) se trouve à Novi Sad, la capitale de la province autonome de Voïvodine, en Serbie. En raison de sa valeur patrimoniale, il est inscrit sur la liste des monuments culturels protégés de la république de Serbie (identifiant n° SK 1602).

## Présentation

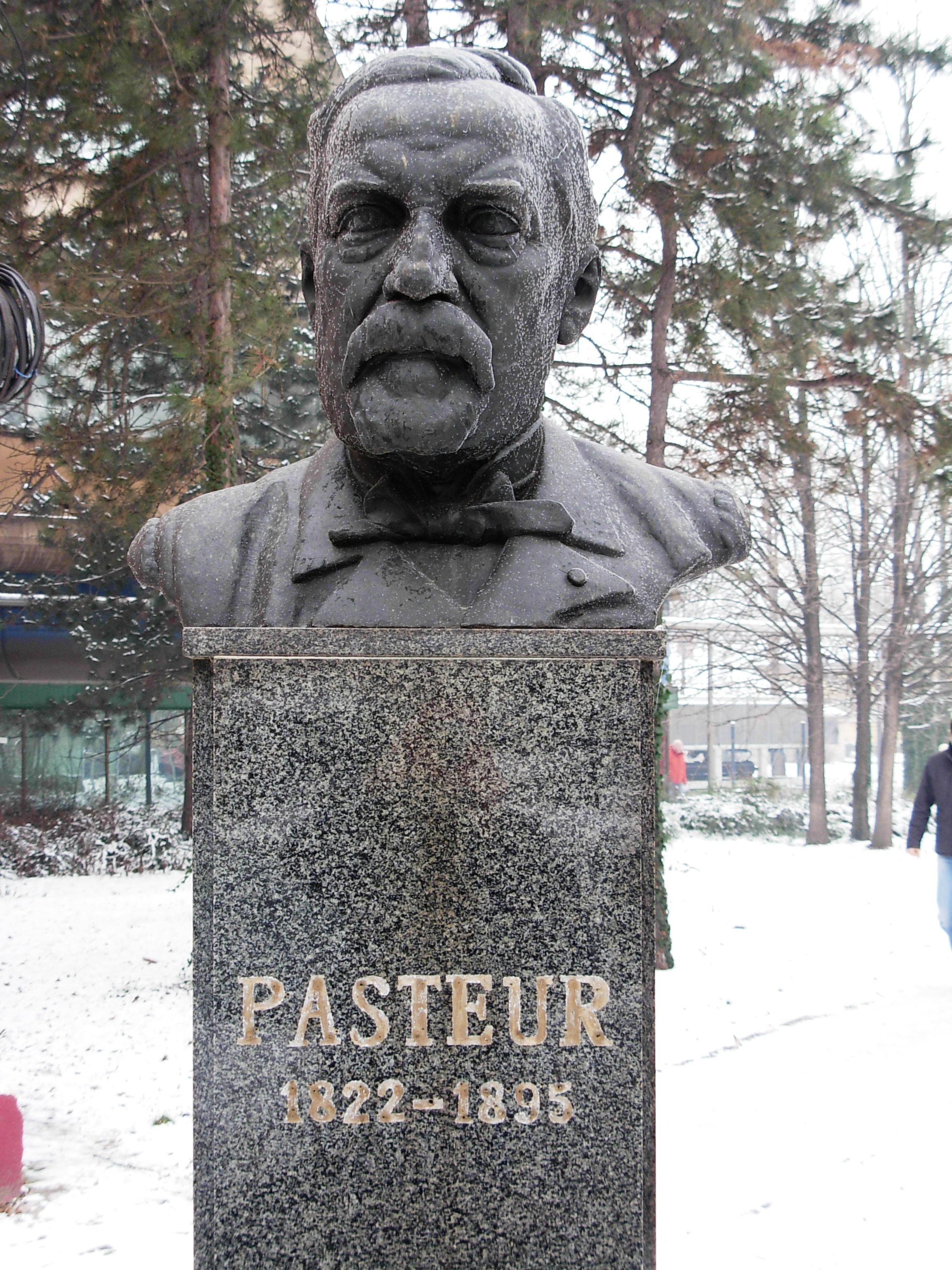
Buste de Louis Pasteur dans le complexe

## Historique
L'Institut Pasteur de Novi Sad a été fondé en 1921 par le docteur Adolf Hempt (1874-1943), qui fut aussi son premier directeur.

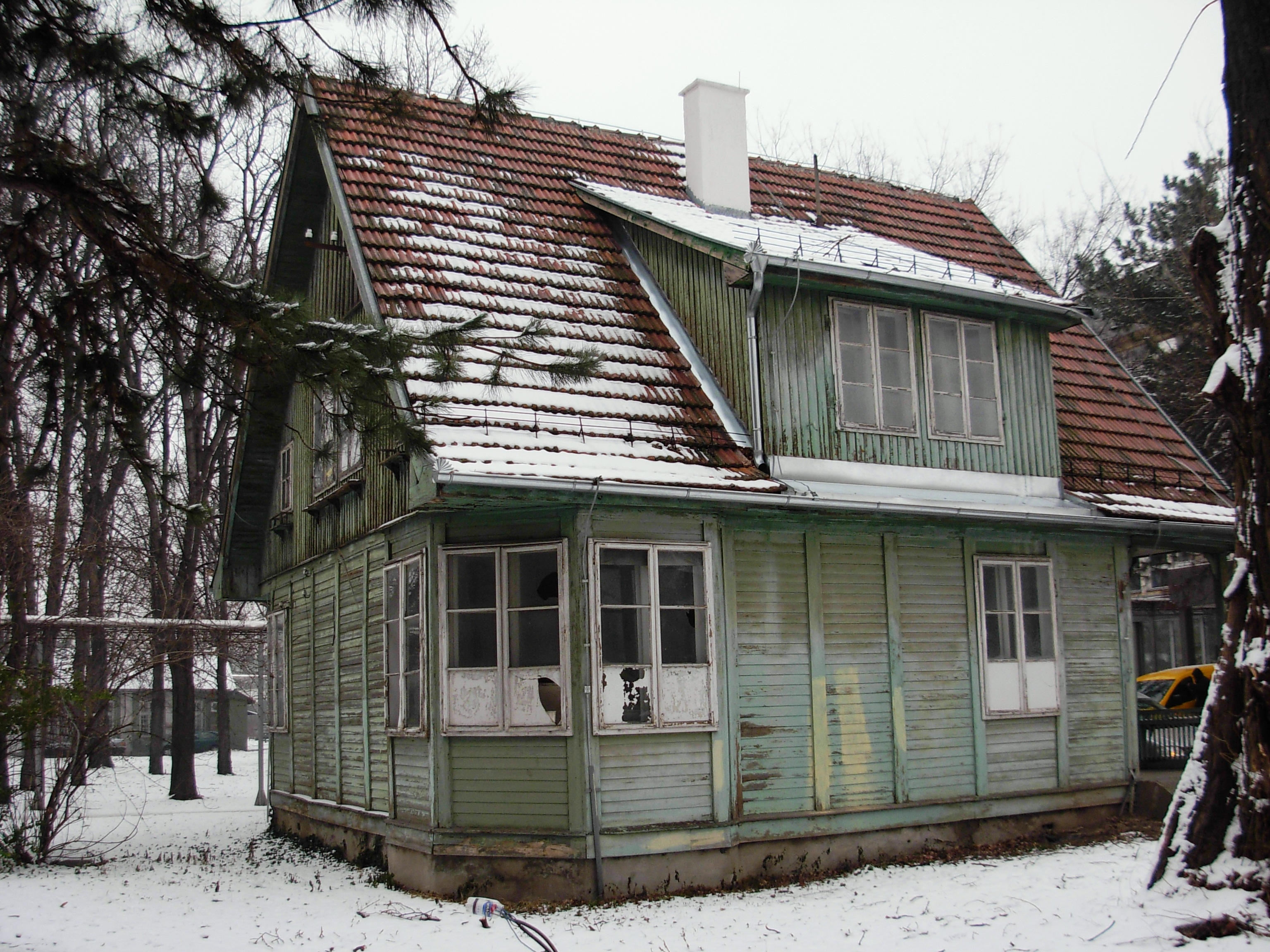
La maison d'Adolf Hempt dans le complexe